# Mimese
Mimese (em grego:  μίμησις, mímesis), é um termo crítico e filosófico cujo 'princípio é o de que a poética, a arte, deve ser uma imitação da vida real, ou seja: deveria ser o reflexo da realidade.
Este abarca uma variedade de situações, incluindo a imitação, representação, mímica, imitatio, a receptividade, o ato de se assemelhar, o ato de expressão e a apresentação do eu. Enquanto figura de retórica que baseia-se no emprego do discurso direto e essencialmente na imitação do gesto, voz e palavras de outrem. Imitação verosímil da natureza que constitui, segundo a estética aristotélica e clássica, o fundamento de toda a arte.
O termo surgiu com Platão que tentou definir o vocábulo em seus diálogos, em "a mais completa discussão acerca da natureza da arte que recebemos do mundo antigo" porém não consegue um sentido fixo para a palavra. Aristóteles em “ A Arte Poética” irá tratar como temática principal de sua obra, e atribui a "mimese" dois significados: o da imitação e o da e emulação.

## História
Tanto Platão quanto Aristóteles viam na mimese a representação do universo perceptível. Contudo, para Platão, toda a criação era vista como uma imitação. Até mesmo a criação do mundo era como uma imitação da natureza verdadeira (o mundo das ideias). Sendo assim, a representação artística do mundo físico seria uma imitação de segunda mão. 
Já Aristóteles via o drama como sendo a "imitação de uma ação", que na tragédia teria o efeito catártico. Como questiona o mundo das ideias, ele valoriza a arte como representação do mundo. Esses conceitos estão no seu mais conhecido trabalho, a Poética. 
Mais recentemente Erich Auerbach, Merlin Donald e René Girard escreveram sobre a mimese.

## Mimese, em contraste comdiegesis
Também foram Platão e Aristóteles que diferenciaram mimese de diegesis. Diegesis não é a representação do real através da arte, mas a encenação, os atores que descrevem eventos e atuam. É na diegesis que o autor leva o espectador ou leitor diretamente a expressar livremente sua criatividade, fantasias e sonhos, em contraste com a mimese. Diegesis pode ser entendida, ainda, como “contar”, o autor narrando a ação diretamente e descrevendo o que está na mente dos personagens, suas emoções, enquanto a mimese é vista como “mostrar” o que está acontecendo com as personagens através de seus pensamentos e suas ações.

## Contra argumentos
A teoria diz que uma obra só é arte se for imitação ou representação da Natureza. Uma pintura abstrata não representa a Natureza e também pode ser considerada arte.
Embora muitos defendam a ideia de que a arte abstrata não imita a natureza, ela imita a natureza de forma inconsciente, ou seja, no plano das ideias, a inspiração é a natureza (seja qual for a parte dela) que na hora da prática sofre modificações no conceito produção, propositadamente. Além disso, as bases da arte abstracta são tão naturais (talvez no sentido da degeneração e da desforma e nem sempre com origem natural) que quando o sub-cortex é exposto a certas substâncias o efeito psicodélico e alucinógeno no cérebro torna-se bastante similar às visões distorcidas da realidade, tal como pode surgir em casos psicóticos mais graves, o que seria portanto uma degeneração da própria natureza. O que significa dizer que se um artista retrata o seu sub-cortex mesmo que degenerado em uma obra, ele apenas está imitando a natureza, pois a natureza não se resume a crosta e forma dos objectos sólidos e com maior grau de elaboração, mas também engloba áreas primitivas do próprio cérebro, mesmo que a função destas originalmente não eram na natureza com o fim de produzir arte e sim outros, havendo portanto uma deturpação original do seu fim, mas nem por isso a sua base deixa de ser originária da natureza e portanto um mero plágio da mesma com um fim deturpado.